# Reinhard Selten
Reinhard Selten (Breslau —actual Breslavia—, 5 de octubre de 1930-Poznań, 23 de agosto de 2016) fue un economista, esperantista y matemático alemán. Fue laureado con el premio Nobel por su labor como economista, y también fundador de la Academia de Ciencias de San Marino. 

## Trayectoria
Se licenció en matemáticas en la Universidad de Fráncfort del Meno. Trabaja durante diez años como profesor ayudante en la Universidad de Fráncfort, donde se doctora en 1961. En 1969 pasa a ser profesor de economía en la Universidad libre de Berlín. En 1972 se traslada al Instituto de Economía Matemática de la Universidad de Bielefield. A partir de 1984 es profesor en la Universität de Bonn.  
Debido a sus avances en la Teoría de Juegos fue laureado con el Premio del Banco de Suecia en Ciencias Económicas en memoria de Alfred Nobel en 1994, junto con John Harsanyi y John Forbes Nash. 
Reinhard Selten fue profesor emérito en la Universidad de Bonn, Alemania, y poseía varios títulos honorarios. 
Fue un conocido defensor del idioma internacional esperanto, lengua que hablaba en su familia.

## Trabajos de análisis
Reinhard Selten, basándose en los trabajos previos de Nash, hizo análisis de los llamados juegos de sociedad, como el póker o el ajedrez, "donde se utilizan estrategias basadas en lo que harán los contrarios". su formulación es "una teoría matemática de conflicto y cooperación", en que analiza matemáticamente el comportamiento de protagonistas racionales, sus estrategias de decisión y formas de actuación en situaciones competitivas. En la concesión del Premio en Ciencias Económicas en memoria de Alfred Nobel la Academia elogia "su precursor análisis del equilibrio en la teoría de los juegos no cooperativos". Se puede decir que perfecciona el equilibrio de Nash para analizar la dinámica de la interacción de estrategias.
El equilibrio de Selten se convirtió en la noción de equilibrio de referencia para juegos secuenciales. Pero Selten publicó posteriormente un artículo mostrando que si bien su equilibrio perfecto tenía sentido desde el punto de vista de la lógica matemática, su capacidad predictiva del comportamiento real de las personas no era muy grande.
También desarrolló otros modelos de racionalidad limitada y estudios experimentales para aplicar estos modelos y verificarlos. En contra del modelo racional de toma de decisiones que define a las entidades y personas con preferencias definidas sobre las opciones disponibles, que son optimizadas sin variaciones de comportamiento, Selten sostiene que esta visión está muy alejada de la realidad y tratar de ofrecer modelos alternativos más realistas corroborados por estudios prácticos experimentales.
Su visión general de la Teoría de juegos: "es que se trata de un análisis matemático que modeliza los conflictos en competencia". Indicando también que: "Algunas ramas de la Teoría de juegos tienen en cuenta aportaciones procedentes de la psicología, pero el cuerpo principal no, porque sólo estudia los intereses de la gente y trata de explicar lo que cada uno hace en función de ese interés y de las circunstancias. Si sabes que alguien quiere viajar a Barcelona y que no tiene coche ni le gusta volar, no necesitas ningún elemento psicológico para predecir con cierto grado de seguridad que irá en tren."
Respecto a los juegos cooperativos dice: "En juegos de cooperación cada negociador debe empezar por ceder en algo para que todos obtengan más de lo que tenían antes de empezar a negociar. Todos ceden, pero todos acaban ganando más de lo que ceden."
Es también conocido por su trabajo en racionalidad limitada, y puede ser considerado como uno de los padres de la economía experimental. Desarrolló un ejemplo de un juego llamado "El caballo de Selten" a causa de su extensa forma representativa. 